# Beata Pacut-Kłoczko
Beata Pacut-Kłoczko (ur. 13 grudnia 1995 w Bytomiu) – polska judoczka.
Zawodniczka klubu GKS Czarni Bytom (od 2008). Mistrzyni Europy Seniorów 2021(kat. do 78 kg). Brązowa medalistka mistrzostw świata seniorów w kategorii 78 kg (2022). Brązowa medalistka młodzieżowych mistrzostw Europy 2015 (kat. ponad 78 kg). Brązowa medalistka mistrzostw świata juniorów 2014 (kat. do 78 kg). Wicemistrzyni Europy juniorów 2014 (kat. do 78 kg). Wicemistrzyni Europy 2017 w drużynie seniorek. Srebrna medalistka zawodów Grand Prix 2017 w Taszkencie i Grand Slam 2021. Złota medalistka zawodów Pucharu Świata 2016 w Warszawie oraz dwukrotna srebrna (Praga 2017, Mińsk 2017) oraz brązowa (Tallin 2016). Mistrzyni Polski 2015 w kat. ponad 78 kg, wicemistrzyni Polski 2012 w kat do 78 kg oraz dwukrotna brązowa medalistka mistrzostw Polski 2013 (kat. open i do 78 kg). W 2016 znalazła się w gronie dziesięciu najlepszych sportowców w 50-letniej historii klubu Czarni Bytom.
W kwietniu 2022 jej mężem został Grzegorz Kłoczko, w przeszłości judoka, następnie trener judo.